# Берни, Мара
Мара Берни, урождённая Мара Рита Антония Бернанскони (итал. Mara Berni; 12 июня 1932, Брунате, Ломбардия) — итальянская актриса
.

## Биография
Начинала как теледиктор и ведущая на итальянском телевидении.
Дебютировала сразу в шести фильмах — Луиджи Коменчини «Белое рабство / La tratta delle bianche», Альберто Латтуада «Любовь в городе» и «Пляж», Луиджи Дзампа «Лёгкие годы» и Милтона Кримса «Маэстро Дон Джованни», Сержо Грико «Стоп, я иду!» — все 1953.
В 1950-х — 1960-х годах часто была партнершей итальянских комиков Тото и Альберто Сорди. Снималась до начала 1970-х годов. За свою кинокарьеру снялась в 46 кинофильмах.

## Избранная фильмография
- 1965 — Капитанская дочка (телесериал) — Палашка
- 1962 — Ярость Геркулеса — Книдия
- 1962 — Мацист против шейха
- 1961 — Подвиги Геракла: Схватка Титанов
- 1960 — Уличный регулировщик — любовница мэра
- 1960 — Казаки — дама с белой собачкой
- 1959 — Музыкальный автомат кричит о любви — Доменика
- 1959 — Моралист
- 1955 — Случай в тюрьме
- 1954 — Учитель Дон Жуана — эпизод (нет в титрах)
- 1954 — Соблазнитель — блондинка в поезде
- 1954 — Случай в комиссариате
- 1953 — Пляж — синьора Марини
- 1953 — Торговля белыми рабынями —  участница танцевального марафона (нет в титрах)
- 1953 — Лёгкие годы

С 1989 года замужем за богатым пакистанским промышленником Тариком Мамуд Рана. Живёт в Лос-Анджелесе, США и Италии.